# Matériel roulant des RELSE
 (janvier 2022).
Si vous disposez d'ouvrages ou d'articles de référence ou si vous connaissez des sites web de qualité traitant du thème abordé ici, merci de compléter l'article en donnant les références utiles à sa vérifiabilité et en les liant à la section « Notes et références ».
Liste du matériel roulant des Railways économiques de Liège-Seraing et extensions (RELSE).

## Autobus
Longueur : A - articulé ; Md - midibus ; Mn - minibus ; S - standard.
| Illustration | Modèle / type                  | Long- ueur | Nombre | Numéros | En service   | Hors service             | Remarques |
| ------------ | ------------------------------ | ---------- | ------ | ------- | ------------ | ------------------------ | --------- |
|              | Brossel A88 DLH / Bostovo      | Md         | 3      | 72-74   | 1957         | 1964 transfert à la STIL |           |
|              | Brossel A88 DLH / Jonckheere   | Md         | 3      | 61-63   | 1952         | 1964 transfert à la STIL |           |
|              | Brossel A88 DLH / Paul d'Heure | Md         | 2      | 64-65   | 1953         | 1964 transfert à la STIL |           |
|              | Brossel A88 DLH / Van Hool     | Md         | 6      | 66-71   | 1954-1955    | 1964 transfert à la STIL |           |
|              | Brossel A88 DLH / Van Hool     | Md         | 1      | 75      | 1957 ex. TEG | 1964 transfert à la STIL |           |

## Trolleybus
Longueur : A - articulé ; Md - midibus ; Mn - minibus ; S - standard.
| Illustration | Modèle / type | Long- ueur | Nombre | Numéros | En service    | Hors service | Remarques |
| ------------ | ------------- | ---------- | ------ | ------- | ------------- | ------------ | --------- |
|              | Guy BTX       | S          | 2      | 601-602 | 1942 ex. SNCV |              |           |
|              | Type 400      | Md         | 4      | 401-404 |               |              |           |
|              | Type 500      | Md         | 2      | 501-502 |               |              |           |
|              | Type 6000     | Md         | 2      | 701-702 | 1947 ex. TB   |              |           |